# Dmitri Petrovitch Konovalov
Pour les articles homonymes, voir Konovalov.
Dmitri Petrovitch Konovalov (en russe : Дмитрий Петрович Коновалов), né le 22 mars 1856 dans le domaine d'Ivanovka du village d'Ivanovtsy, dans le gouvernement de Iekaterinoslav (de nos jours dans l'oblast de Dnipropetrovsk en Ukraine), et mort le 6 janvier 1929 à Leningrad, est un chimiste russe qui a effectué des travaux dans le domaine de la chimie physique.

## Études et carrière scientifique
Konovalov était le fils d'un propriétaire terrien et a fait ses études de 1873 à 1878 à l'Institut des mines de Saint-Pétersbourg. Il a ensuite étudié la chimie à l'Université de Saint-Pétersbourg avec Alexandre Mikhailovitch Boutlerov et Dmitri Ivanovitch Mendeleïev. Ce dernier lui demanda de chercher pourquoi l'on ne parvenait pas à produire d'alcool complètement pur à partir d'un mélange eau-alcool. Il obtint son doctorat à Strasbourg en 1881 sur ce sujet et plus précisément sur les tensions de vapeur de mélanges liquides. 
De retour à Saint-Pétersbourg, il devient assistant en chimie analytique, obtient un magistère en 1882 et en 1884, il devient maître de conférences en chimie physique. En 1886, il devint professeur agrégé de chimie analytique, en 1890, professeur agrégé de chimie inorganique et en 1893, professeur ordinaire de chimie. La même année, il effectue un voyage aux États-Unis et publie en 1894 un rapport sur l'industrie chimique aux États-Unis (métaux, pétrole, bois, produits chimiques). 
En 1903, il devint directeur de l'Institut des mines et à partir de 1907, il dirigea le département des mines du ministère du Commerce et de l'Industrie. De 1908 à 1915, il était sous-ministre du Commerce et de l'Industrie. En 1915, il devint professeur à l'Institut technologique de Pétrograd et en 1918 à l'Institut des mines d'Ekaterinoslav. De 1922 à 1929, il dirigea le département des poids et mesures de Pétrograd (renommé Leningrad en 1924) et fut également professeur à l'Institut de technologie. 
En 1923, il devint membre de l'Académie des sciences de Göttingen et de l'Académie des sciences soviétique.

## Ses travaux
Ses travaux se sont orientés essentiellement dans les domaines des théories des solutions, de la cinétique et de la catalyse. À la fin de sa carrière, il s'intéressa à la combustion des hydrocarbures.  

### Théorie des solutions
Il a travaillé sur les courbes de pression de vapeur des solutions de deux liquides. Ces travaux ont abouti à l'énoncé de deux règles connues sous le nom de règles de Konovalov. La deuxième de ces règles n'est qu'un cas particulier du théorème de Gibbs-Konovalov. Elle concerne les azéotropes et s'énonce ainsi : 

« À température constante, aux points d'extrémum de la pression de vapeur les compositions de la vapeur et du liquide sont identiques. »

Son livre de 1884 sur la théorie de la distillation des solutions a rendu possible des processus industriels liés à la distillation des solutions.
Il a publié des travaux sur la pression osmotique et sur la conductivité électrique dans des liquides à deux composants pour laquelle il a découvert les solvoélectrolytes.

### Cinétique et catalyse
Il a travaillé sur les catalyseurs solides, il a introduit le terme de surface active et il a étudié la dégradation autocatalytique d'esters pour laquelle il a découvert simultanément avec Wilhelm Ostwald la loi d'autocatalyse d'Ostwald-Konovalov en 1887.

### Combustion des hydrocarbures
En 1923, il développa une formule pour la chaleur de combustion des composés organiques.